# 安迪·鲁宾
安德鲁·E·鲁宾（英語：Andrew E. Rubin，1963年3月13日—），常称安迪·鲁宾（Andy Rubin），是美国犹太裔计算机技术专家和企业家，领导开发了Android操作系统，有“Android之父”的称号。

## 早年生活和教育
在纽约州Chappaqua长大，父亲是一位心理学家，后来成立了自己的电子器械直销公司，因此魯賓从小就能接触各种最新的电子设备。本人也拥有多项无线通信专利。后在纽约州由提卡学院读计算机科学。
1989年，由于对机器人（Android）的喜爱，他被苹果公司的同事昵称为“Android”，其昵称最终成为Android操作系统的官方名称。

## 职业

### 早期
鲁宾毕业后在蔡司公司任机器人工程师。
1989年加入苹果公司。
1990年，苹果分拆他所在的手持计算和通信设备部门，成立General Magic公司，在这里他开发了手持设备操作系统Magic Cap。公司倒闭后加入Artemis Research，开发了交互式互联网电视WebTV。后与人创办Danger公司，担任CEO，但不久被免职。Danger公司开发了后来被称为T-Mobile Sidekick的手机，公司于2008年被微软收购。
离开Danger公司后，安迪又创办了Android公司。

### 谷歌
2005年Android公司被Google收购，安迪·鲁宾進入Google工作，繼續開發Android操作系統。
2007年，Android操作系统以开源项目形式发布，并成立了开放手机联盟作为支持组织，很快成为最具竞争力的手机操作系统之一。期间他一直担任Google Android部门主管，直至2013年3月13日Google官方发布博客文章称，安迪·鲁宾将离开Android部门而转向公司内的其它事务。其原职位由Chrome部门副主管桑德尔·皮蔡兼任。此举也引发了外界对Google日后是否会将Chrome与Android整合的猜想。
在離開Android部門後，安迪·鲁宾轉至Google X實驗室，負責智能机器人的開發工作。
2014年10月29日，安迪·鲁宾離開Google公司。Google 執行長桑达·皮采(Sundar Pichai)2018年10月發布一封員工郵件表示，該公司在過去兩年內因性騷擾而解雇 48 人，其中名單還赫見 Android之父 安迪魯賓。根据《纽约时报》的报道，安迪·鲁宾是因被指控强迫Google女员工在酒店房间与其进行性行为而离开，同时Google向安迪·鲁宾支付9000万离职补偿换取鲁宾不为竞争对手工作以及不公开贬低谷歌的承诺。安迪·鲁宾的发言人反驳说，鲁宾在谷歌时没有被告知他有任何不当行为，他是自愿离开公司的。此外，鲁宾因婚外恋和前妻离婚。

### 谷歌之后
2015年，鲁宾与Peter Barrett，Matt Hershenson，和Bruce Leak共同创办了Playground Global。2019年10月從Playground Global離職。
2015年11月9日，安迪·鲁宾創建Essential公司。